# Piper humaytanum
Piper humaytanum är en pepparväxtart som beskrevs av Truman George Yuncker. Piper humaytanum ingår i släktet Piper och familjen pepparväxter. Inga underarter finns listade i Catalogue of Life.